# Children of the Feud (film 1916)
Children of the Feud è un film muto del 1916 diretto da Joseph Henabery. Prodotto dalla Fine Arts Film Company e sceneggiato da Bernard McConville, aveva come interpreti Dorothy Gish, Sam De Grasse, Charles Gorman, Allan Sears.

## Trama
In un paese di montagna, la vita degli abitanti non ha pace, scossa com'è dalla faida che divide i Jackson e i Clayton. Sairy Ann, la figlia di Pap Clayton, è una ragazza che cerca di mettere pace, ma anche lei si trova nei guai quando si innamora di Richard Cavanagh, il figlio di un giudice. Promessa da suo padre al cugino Jed Martin, questi si riprometta di risolvere la faccenda facendo fuori il suo rivale. Quando Jed spara a un agente messosi sulla sua strada, viene portato in giudizio davanti al giudice Cavanagh che i Clayton minacciano di uccidere se Jed verrà condannato. Dopo la condanna, i Clayton mantengono la promessa fatta. Richard, allora, giura di uccidere Jed che, nel frattempo, è fuggito. Sairy Ann riesce a riportare alla calma Richard, ricordandogli la sua avversione per le faide familiari e le sue dichiarazioni sul fatto che solo la legge può togliere la vita a qualcuno. Riportato a più miti consigli, Richard prende Jed e lo consegna alle autorità. Poi, dopo avere perdonato i Clayton, si fidanza con Sairy Ann.

## Produzione
Il film fu prodotto dalla Fine Arts Film Company con il titolo di lavorazione The Feud Breakers.

## Distribuzione
Distribuito dalla Triangle Distributing, il film uscì nelle sale statunitensi il 2 dicembre 1916.
Non si conoscono copie ancora esistenti della pellicola che viene considerata presumibilmente perduta.